# 大春日雄継
大春日 雄継（おおかすが の おつぐ）は、平安時代初期から前期にかけての貴族・儒学者。官位は従四位下・大学博士。

## 経歴
越前国丹生郡の出身。承和14年（847年）正六位上から外従五位下に叙せられる。また、同年同族1名と共に春日部より春日臣に改姓し、越前国から左京に貫籍を移されている。
嘉祥3年（850年）従五位下・大学博士に叙任され、貞観15年（868年）に没するまで博士を務める。大学博士としての事績として以下がある。
- 天安2年（858年）に大納言・安倍安仁以下、文章博士・菅原是善、陰陽博士・滋岳川人らと共に、山城国葛野郡田邑郡真原の地に赴いて、文徳天皇の山陵の地を定める[1]。
- 貞観2年（860年）清和天皇に『御注孝経』を用いて『孝経』の進講を行う[2]。
- 貞観3年（861年）清和天皇が『論語』を講読する際に侍講を務める[3]。
- 貞観6年（864年）釈奠にて『毛詩』を講じる[4]。

斉衡2年（855年）従五位上、貞観2年（860年）正五位下、貞観6年（864年）従四位下に昇叙される一方、貞観5年（863年）には刑部権大輔を兼ねた。またこの間の斉衡3年（856年）には、大春日朝臣姓に改姓している。
貞観10年（868年）2月25日に野火による田邑山陵（文徳天皇陵）兆域の樹木焼失への対応について議論が行われた際、『礼記』では先人の室に火災があった場合は3日間哭すとの記載があることを述べ、それに従うべき旨を奏した。しかし、巨勢文雄による宗廟で火災が発生した際に皇帝は素服を着用したという『漢書』における故実に基づくべきとの意見が採用された。その後間もなく、雄継は引退の上表を行うが許されず、4月23日に卒去。享年79。最終官位は大学博士行従四位下。

## 官歴
- 承和14年（847年） 正月7日：外従五位下。8月15日：春日部より春日臣に改姓、左京に貫附（この時の官職は助教）
- 嘉祥3年（850年） 正月7日：従五位下。5月17日：大学博士
- 嘉祥4年（851年） 4月8日：次侍従
- 仁寿3年（853年） 7月1日：越中権守
- 斉衡2年（855年） 正月7日：従五位上
- 斉衡3年（856年） 8月27日：大春日朝臣に改姓
- 貞観2年（860年） 12月20日：正五位下（『孝経』進講の功労）
- 貞観5年（863年） 2月16日：兼治部大輔。3月19日：兼刑部権大輔
- 貞観6年（864年） 正月7日：従四位下
- 貞観7年（865年） 3月28日：兼伊予権守
- 貞観10年（868年） 4月23日：卒去（大学博士行従四位下）